# Pietro Toesca
Pour les articles homonymes, voir Toesca.
Giovanni Pietro Toesca (Pietra Ligure, 12 juillet 1877 – Rome, 9 mars 1962) est un historien de l'art italien, important médiéviste du XXe siècle.

## Biographie
Élève à Rome de Adolfo Venturi, Toesca commence sa carrière à l'Accademia scientifico-letteraria de Milan, en 1905.
En 1907, il entre dans l'institution de la chaire d'Histoire de l'Art à l'Université de Turin.
En  1914 à Florence, et en 1926 à Rome, il accomplit une carrière universitaire qui se terminera en 1948.
Ses élèves les plus notables sont Roberto Longhi, Federico Zeri et Ernst Kitzinger.
Il a été directeur de la section Storia dell'arte medievale e moderna de l'Encyclopédie italienne de 1929 à 1937, et membre de l'Accademia dei Lincei en 1946.

## Ouvrages
- La pittura e la miniatura nella Lombardia fino alla metà del quattrocento (1912)
- Storia dell'arte italiana, I, Il Medioevo (1913-27)
- Monumenti e studi per la storia della miniatura italiana, I (1929)
- La pittura fiorentina del Trecento (1923)
- Storia dell’arte italiana, II, Il trecento (1951)

## Sources
- (it) Cet article est partiellement ou en totalité issu de l’article de Wikipédia en italien intitulé « Pietro Toesca » (voir la liste des auteurs).